# سنجاب آتشی
سنجاب آتشی (نام علمی: Sciurus flammifer) نام یک گونه از سرده سنجاب است.